# 橋野皓介
橋野 皓介（はしの こうすけ、1987年11月20日 - ）は、日本のラグビー指導者。現在同志社大学ラグビー部のBK統括コーチを務めている。

## プロフィール
- 大阪府枚方市出身。
- ポジションはウィング(WTB)、フルバック(FB)。
- 身長 176cm、体重 83kg
- ニックネームはコースケ、ハッシー。
- 7人制日本代表に選ばれたことがある。

## 略歴
5歳からラグビーを始めた。
2006年、大工大高校卒業後、同志社大学に入る。
2010年、同志社大学卒業後、キヤノンイーグルスに加入。同年9月11日に行われたトップイーストリーグ第1節の横河武蔵野アトラスターズ戦に先発出場で公式戦初出場を果たした。
2013年、ラグビーワールドカップセブンズ2013の7人制日本代表に選ばれた。
2015年、キヤノンイーグルスの主将に就任した。
2018年、ラグビーワールドカップセブンズ2018の7人制日本代表に選ばれた。
2021年、現役を引退した。
2022年2月、同志社大学ラグビー部のBK統括コーチに就任。